# Тучкус, Владас Александрас
Владас Александрас Тучкус (21 ноября 1932, Шяуляй — 19 ноября 1988, Рига) — советский футболист, вратарь. Мастер спорта СССР (1956).

## Биография
Воспитанник ДЮСШ «Жальгирис» Шяуляй.
За свою карьеру выступал в командах «Эльняс» (Шяуляй), «Спартак» (Вильнюс), «Спартак» (Москва), «Даугава» (Рига), «Компрессор» (Рига).
В 1958 году был дисквалифицирован на 2 года за недостойное поведение вне поля.
В 1960—1970 годах судил футбольные матчи.
В последние годы жизни работал заведующим овощной базы.
В память о вратаре в Латвии проводится футбольный турнир.

## Достижения
- Чемпион СССР (1956)
- Серебряный призёр чемпионата СССР (1954, 1955)
- Бронзовый призёр чемпионата СССР (1957)